# Que Calor
Que Calor (Spaans voor Wat is het heet) is een nummer van het Amerikaanse dj-trio Major Lazer uit 2019, met vocalen van de Colombiaanse zanger J Balvin en de Dominicaanse rapper El Alfa. Het is de tweede single van Music Is the Weapon, het vierde studioalbum van Major Lazer.
Het nummer flopte in de Verenigde Staten, maar werd in andere, voornamelijk Latijns-Amerikaanse landen, wel een hit. Zo bereikte het in J Balvins thuisland Colombia een bescheiden 47e positie. Ook in een paar Europese landen, waaronder Spanje en Frankrijk, werd het nummer een hit. In het Nederlandse taalgebied werd het nummer een mager succesje; met in Nederland een 4e positie in de Tipparade, en in Vlaanderen een 11e positie in de Tipparade.
Het fluitspel in de track was ontleend aan de song Curura van de Colombiaanse zangeres Totó la Momposina.